# Szívélyes Fahrenheit
A Szívélyes Fahrenheit (Fondly Fahrenheit) Alfred Bester tudományos-fantasztikus novellája, amely 1954-ben jelent meg először a The Magazine of Fantasy and Science Fiction augusztusi számában. 1987-ben megjelent az Isaac Asimov és Martin H. Greenberg által szerkesztett, The Great SF Stories című novelláskötetben is, amelybe Asimov és Greenberg  1954-es év legjobb sci-fi novelláit próbálták összeválogatni. Első magyar fordítása 1988-ban jelent meg Nemes István, majd  egy újabb fordítása 1990-ben Nagy Nóra fordításában.

## Történet
|  | Alább a cselekmény részletei következnek! |

Bester története tudományos-fantasztikus környezetbe ágyazott horrorisztikus gyilkosságsorozat, amelynek főhősei egy android és a tulajdonosa. Együtt menekülnek a galaxison át üldözőik, az igazságszolgáltatás elől, és menekülésük során mindenütt hullákat hagynak maguk után. A gyilkosságokat a meghibásodott android követi el, akitől azonban James Vandaleur, a tulajdonosa, nem hajlandó megválni a gyilkosságok ellenére sem, mert az igen értékes android bérbeadása jelenti egyetlen megélhetési forrását.
|  | Itt a vége a cselekmény részletezésének! |

## Megjelenések

### angol nyelven
1. Fondly Fahrenheit, The Magazine of Fantasy and Science-Fiction, 1954. augusztus[2]
2. Isaac Asimov Presents The Great SF Stories: 16, DAW Books, Inc., 1987[2]

### magyar nyelven
1. Gyengéd Fahrenheit, Helios (fnz) #2 1988, Ford.: Nemes István[3]
2. Szívélyes Fahrenheit  17 sci-fi remekmű, Maecenas Könyvkiadó, Budapest, 1990, ford.: Nagy Nóra[1]
3. Szívélyes Fahrenheit  17 sci-fi remekmű, Magyar Könyvklub, Budapest, 1993, ford.: Nagy Nóra[4]

## Külső hivatkozások
- Magyar nyelvű megjelenések
- Angol nyelvű megjelenések az ISFDB-től